# BattleTech

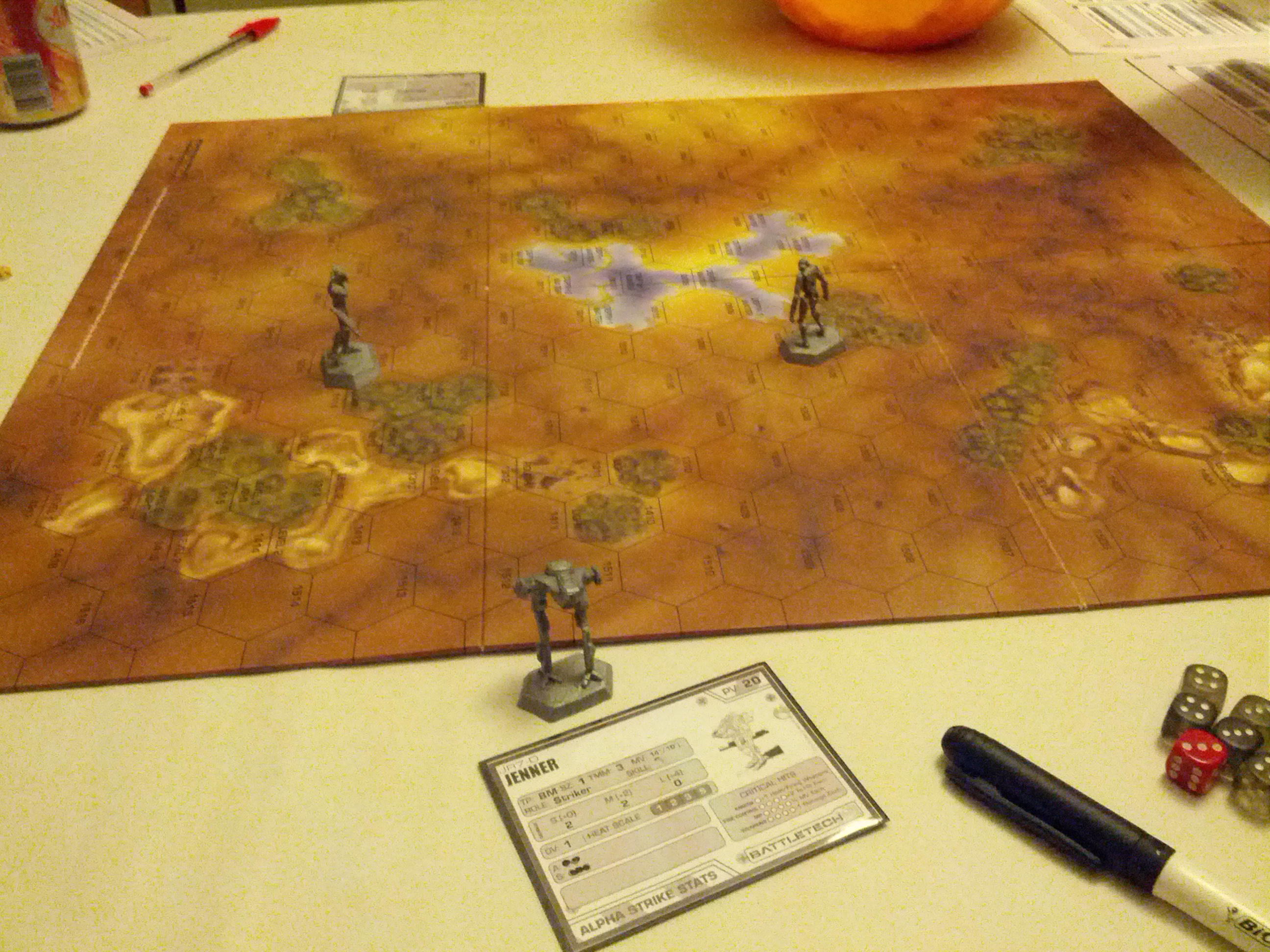
Partida de BattleTech.

BattleTech es una franquicia de ciencia ficción y juegos de guerra (también designados por el anglicismo wargames) creada por FASA Corporation y, actualmente, propiedad de WizKids. La serie comenzó en 1984 cuando se lanzó al mercado en Estados Unidos el juego de tablero BattleDroids. Lucasfilm exigió en ese momento que el juego fuera rebautizado o retirado de la venta porque los derechos de la palabra droid eran y son de su propiedad. Al año siguiente, en 1985, FASA publicó entonces la segunda edición de BattleDroids, pero esta vez con el título que el juego ha conservado hasta ahora, BattleTech. Desde entonces ha crecido hasta abarcar diversos campos de entretenimiento mediante numerosos suplementos para el juego original, varios videojuegos, un juego de cartas coleccionables, una vasta serie de novelas de ciencia ficción y una serie de dibujos animados, entre otros productos.

## Resumen

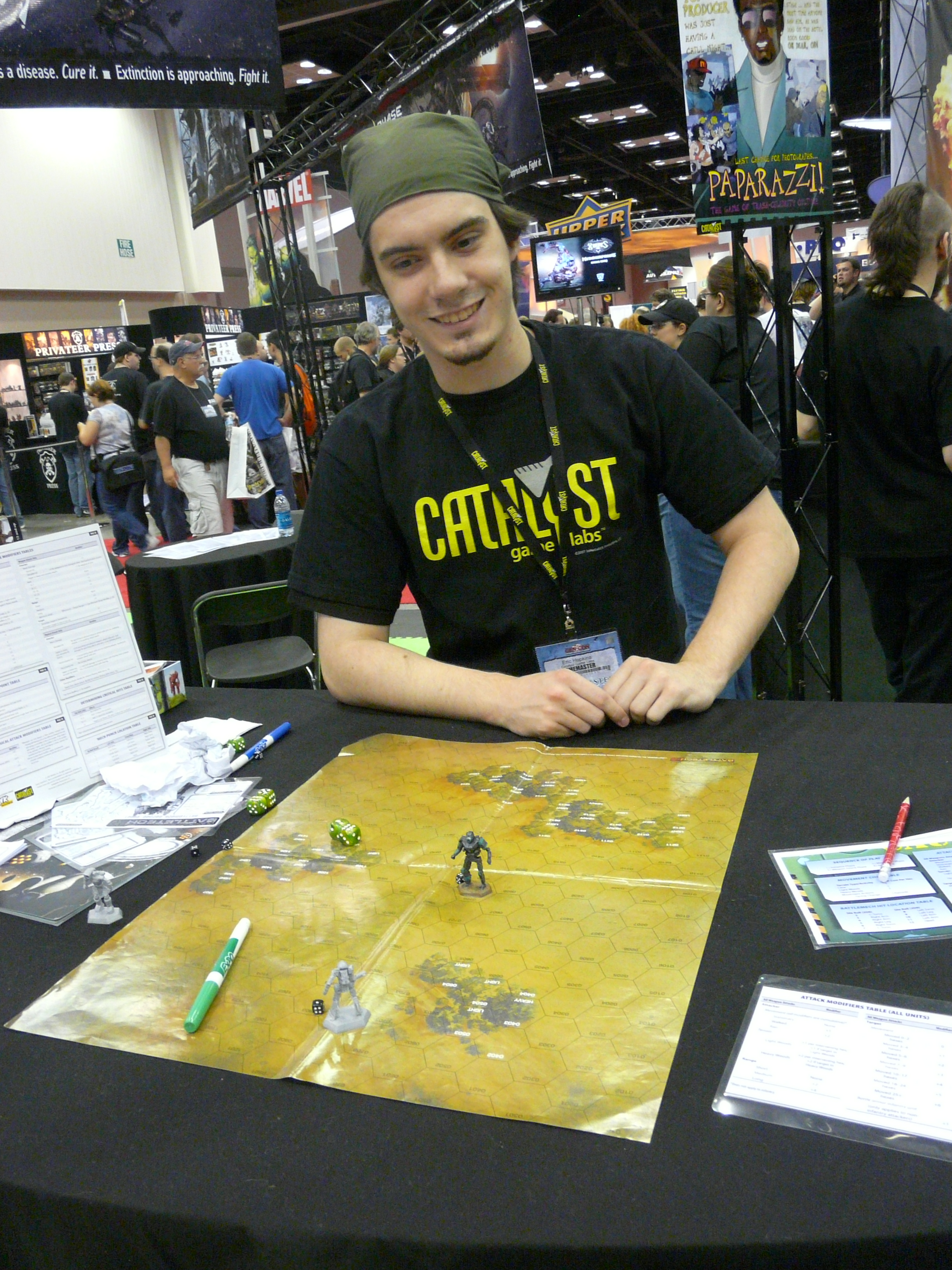
Demostración de BattleTech en la Gen Con de Indianápolis 2008.

### El juego original
En 1984, una empresa de Chicago llamada FASA Corporation, lanzó al mercado un juego de combates entre enormes máquinas de aspecto humanoide llamadas BattleDroids. En su segunda edición hubo de cambiarse el nombre del juego y dichos robots a BattleTech y BattleMechs (abreviados en 'Mechs), respectivamente, a causa de los derechos que George Lucas y Lucasfilm poseían sobre el término droid (en español, droide).
Los diseños de los primeros BattleMechs estaban basados en los de robots de animes como Macross. Posteriormente, se abandonó el uso de dichos diseños por las demandas de las compañías Playmates y Harmony Gold por violación de copyright y competencia desleal.

### Suplementos
La popularidad del juego original permitió a FASA la creación de varios suplementos que extendían el núcleo principal de BattleTech. Algunos de ellos fueron CityTech, que completaba las batallas con infantería y vehículos de combate, AeroTech, centrado en operaciones aéreas y espaciales, y BattleSpace, que detallaba los combates espaciales de más envergadura. FASA también publicó numerosos manuales que describían las características de nuevas unidades de combate que el jugador podría utilizar en sus partidas. Sin embargo, a pesar del gran número de BattleMechs, unidades aeroespaciales y vehículos prediseñados, los creadores del juego también establecieron un complejo sistema de reglas para la configuración de diseños personalizados, ofreciendo la posibilidad a los jugadores de crear sus propias unidades y luchar con ellas. Este aspecto, junto con el amplio número de diseños y manuales, resultó muy popular y podría explicar la perdurabilidad del juego.
FASA lanzó dos sistemas adicionales para complementar el núcleo principal del juego: BattleTroops, para el sistema de combate de la infantería, y BattleForce, un sistema para el manejo de combates a gran escala entre unidades agrupadas.
En 1987, se lanzó The Succession Wars, un juego de tablero en el que los jugadores tenían que conquistar regiones del espacio de un mapa estelar político. Dicho juego, junto con The Stars At War del libro Combat Operations, son los únicos dos títulos puramente estratégicos de la serie.
En los últimos años, los suplementos se han ido consolidando en el sistema principal, por decisión de FASA y, posteriormente, de FanPro y Catalyst Game Labs. Total Warfare incluye elementos de los antiguos CityTech y AeroTech 2 (siendo este último una consolidación de AeroTech y BattleSpace), mientras que en Tactical Operations y Strategic Operations se prevé incluir el resto de AeroTech 2 y una versión de BattleForce.

### Juegos relacionados
La franquicia de BattleTech se extendió muy pronto a otra clase de juegos diferentes de los de tablero:
- Juego de rol:

La primera extrapolación del universo de juego de BattleTech a otro formato de juego se hizo en 1986 con la publicación de MechWarrior, un juego de rol en el que los jugadores controlan a los pilotos de los BattleMechs (que son los llamados MechWarriors) y otros personajes en el siglo XXXI. El sistema del juego de rol ha sido publicado en varias ediciones y aumentado mediante diversos manuales y suplementos.
- Videojuegos:

Los BattleMechs, abanderados de la franquicia, suponían una idea natural para la emulación por computadora. Así, en 1989, Activision publicó el primer simulador de combate de BattleMechs, titulado MechWarrior. Dicho videojuego permitía pilotar algunos Mechs y combatir contra oponentes controlados por la IA del juego. Desde entonces, han aparecido varias secuelas: MechWarrior 2 (1995), MechWarrior 3 (1999) y MechWarrior 4 (2000), así como varios suplementos de las mismas. MicroProse publicó MechCommander (1998) y MechCommander 2 (2001), en los que el jugador en vez de asumir el control de un 'Mech, gestionaba, desde un punto de vista táctico, las acciones de varias unidades a la vez. Para otras plataformas se han publicado MechAssault (2002) y MechAssault 2 (2004) para Xbox y MechAssault: Phantom War (2006) para Nintendo DS. En (2012) se publicó el juego multijugador masivo en línea Mechwarrior Online por IGP/Piranha Games.
- Juegos de cartas coleccionables:

En 1996, FASA creó un juego de cartas coleccionables publicado por Wizards Of The Coast, creadores del popular Magic: el encuentro.
- Juego de miniaturas:

WizKids, los propietarios de la franquicia BattleTech desde 2001, crearon una variante del juego clásico de tablero en 2002, llamada MechWarrior: Dark Age (y posteriormente renombrada a MechWarrior: Age of Destruction). El juego, basado en miniaturas, incorporaba el sistema Clix de WizKids, que consiste en un seguimiento de las estadísticas de combate y habilidades de cada figura mediante la rotación de un dial en su base.

### Otros productos
La popularidad de los juegos de BattleTech y su universo ha propiciado la creación de proyectos relacionados en otras áreas. La más importante de ellas es la serie de populares novelas de ciencia ficción, con más de 100 títulos publicados hasta 2007. Suelen estar situadas en la era de Classic BattleTech (siglo XXXI) o en la nueva era de Dark Age (siglo XXXII). De todos ellos, se han traducido al español 22 libros de Classic (uno de ellos en un intento de nueva colección llamada MechWarrior) y 3 de Dark Age. BattleCorps, una comunidad en línea para escribir sobre la era Classic, se ha convertido en la fuente actual más fértil de ficción oficial de BattleTech.
A finales de 1994 salió al aire en Fox una serie de dibujos animados de BattleTech producida por Saban Entertainment. Trata sobre el conflicto entre el Mayor Adam Steiner y su unidad, el 1.º de los Somerset Strikers, contra el Clan Halcón de Jade. En España, fue emitida con el título Batalla Estelar.
Electric Entertainment, una empresa bajo contrato de Paramount Pictures, ha adquirido los derechos para producir una película basada en el universo BattleTech, pero su desarrollo está siendo lento y poco se sabe sobre el estado del proyecto.

## El universo deBattleTech

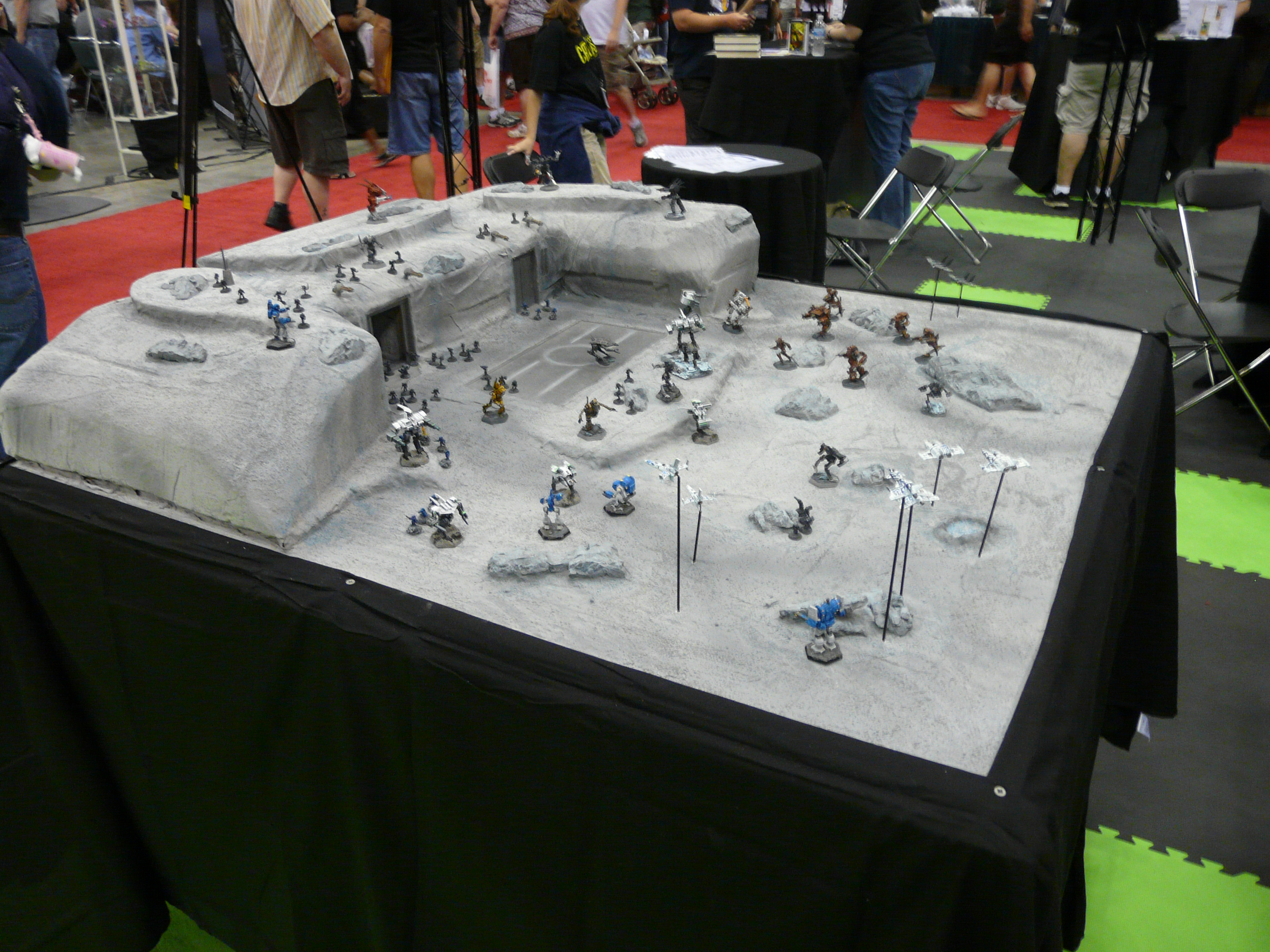
Diorama de una partida de BattleTech.

La cantidad de material escrito para BattleTech ha generado un universo ficticio con una riqueza y complejidad que rivaliza con los de Star Wars o Star Trek. Una detallada línea temporal, que abarca desde el siglo XXI hasta mediados del siglo XXXII, describe el desarrollo político, social y tecnológico de la humanidad, así como su difusión por el espacio, en términos generales o mediante las vidas de los individuos que experimentaron y dieron forma a esa historia.
La vida cotidiana de las personas apenas ha cambiado entre la actualidad y la ficción futurista, debido en parte a los prolongados períodos de combate, en los que el progreso tecnológico se frenó o incluso retrocedió. Las convenciones sociales, políticas y culturales varían bastante entre los diferentes mundos, pero el feudalismo está muy difundido, con muchos estados gobernados de forma hereditaria por señores y otros nobles, bajo los cuales existen numerosas clases sociales.
Un elemento clave del universo BattleTech es la ausencia de vida inteligente extraterrestre. Aparte de un par de hechos aislados en las novelas, la humanidad es la única especie sensitiva, contribuyendo a que la lucha incesante entre los imperios feudales humanos parezca más realista y una extensión directa del pasado y presente.
Por encima de todo, el eje central de BattleTech son los conflictos, algo a esperar dado que el origen de la franquicia es un juego de guerra. Guerras civiles e interestelares, batallas a nivel planetario, alianzas, intrigas, traiciones, combates y duelos, forman el núcleo del trasfondo de las novelas y los juegos de esta franquicia.

### Historia
La mayor parte de los eventos de Classic BattleTech ocurren durante la primera mitad del siglo XXXI, aunque también hay alguna publicación sobre la pasada época de la Liga Estelar. La era Dark Age se da en la primera mitad del siglo XXXII.

### Tecnología
El nivel tecnológico en BattleTech es una mezcla inusual de elementos altamente futuristas con otros propios de la era moderna. Conviven tecnologías radicalmente avanzadas, como los viajes interestelares y las comunicaciones a la velocidad de la luz, con motores de combustión interna, armas de proyectiles y artillería.
Conceptos habituales en la ciencia ficción como la inteligencia artificial, nanotecnología, androides, etc. están ausentes o infravalorados. El motivo con el que habitualmente se justifica su ausencia es la pérdida de antiguos conocimientos y el freno al progreso por los siglos de guerras continuadas.

### Facciones
El universo BattleTech está regido por numerosos gobiernos humanos interestelares que pugnan por la supremacía. A continuación se describen las regiones y facciones principales:

#### Terra
Terra es el mundo natal de la humanidad (que se dejó de llamar Tierra desde la diáspora espacial). Fue la capital de la Liga Estelar y ha sido desde su caída un planeta con tanto poder político (y militar) como cualquiera de las Grandes Casas.
Varias naciones y grupos se han disputado y poseído Terra, entre ellos, la Alianza Terrana, Hegemonía Terrana, ComStar, Palabra de Blake y la República de la Esfera. En dichas disputas, Terra ha sido el escenario de cruentas batallas que arrasaron gran parte de la cuna de la humanidad.

#### Esfera Interior
En el universo ficticio de Battletech, la colonización de la Esfera Interior comenzó en 2108 cuando la Alianza Terrana lanzó la primera misión tripulada más rápida que la luz a bordo del TAS Pathfinder. Entre 2108 y 2235, la Alianza Terrana colonizó y gobernó el primer gobierno interestelar centralizado en la historia de la humanidad, controlando más de 600 colonias a 120 años luz de Terra. Sin embargo, la corrupción y la logística hicieron imposible gobernar adecuadamente un organismo tan grande. Las empresas privadas financiaron ilegalmente la exploración y colonización de los mundos de la Esfera Interior, así como de los mundos ubicados en la Periferia y la Periferia Profunda. A pesar de los mejores esfuerzos de la Alianza Terrana para acabar con el "bloqueo en marcha", al final de la Rebelión de los exploradores exteriores, la Alianza Terrana estaba disminuyendo.
Desde C. 2300 a 2787 d. C., la Esfera Interior se dividió en cinco "trozos de pastel" alrededor de un núcleo central aproximadamente circular: 
- Casa Marik, gobernando la Liga de Mundos Libres, fundada en 2271.
- Casa Davion, gobernando la Federación de Soles, fundada en 2317.
- Casa Kurita, gobernando el Condominio Draconis, fundada en 2317.
- Casa Steiner, gobernando la Mancomunidad de Lira, fundada en 2340.
- Casa Liao, gobernando la Confederación de Capela, fundada en 2367.

En la porción central, en 2315, se fundó la Hegemonía Terráquea  Gobernada por la casa Cámeron
Poco después de la formación de las Grandes Casas, comenzó la Era de la Guerra. El final de la Era de la Guerra acaeció tras la formación de la Liga Estelar, un tratado administrativo y de mantenimiento de la paz multinacional, que duró aproximadamente 250 años. Durante la era de la Liga Estelar, la humanidad logró grandes avances tecnológicos, aunque los habitantes de la Esfera Interior aún consideraban que la estabilidad relativa de la época era un período utópico, aunque la estabilidad de la Liga Estelar puede ser más un mito que una leyenda. Con el colapso de la Liga Estelar en 2781 tras el golpe de Estado de Amaris contra la casa Cámeron y el éxodo de la Fuerza de Defensa de la Liga Estelar de la Esfera Interior, las Grandes Casas consumieron a la moribunda Hegemonía Terráquea y se enfrentaron entre sí autonominandose cada uno de ellos como primer señor de la Liga Estelar, en lugar del gobernante de la desaparecida casa Cámeron. Solo Terra permaneció independiente bajo el gobierno de la agencia de comunicaciones interestelares que se declaró neutral, ComStar.
Durante los siguientes 250 años, la civilización fue golpeada haciendo que la tecnología retrocediera desde su cúspide del siglo 28 hasta un nivel si cercano al del  siglo 21 en muchos mundos y hasta estados más primitivos en otros, y cientos de mundos tuvieron sus poblaciones exterminadas por completo. La causa de esta guerra fue una cuestión de sucesión feudal al trono de la caída de la Liga Estelar, de ahí que las cuatro guerras de este período se llamaran Guerras de Sucesión, mientras que se decía que las cinco Grandes Casas gobernaban los Estados Sucesores. 
- La Primera Guerra de Sucesión, que tuvo lugar desde 2786 hasta 2821
- La Segunda Guerra de Sucesión, que tuvo lugar desde 2830 hasta 2864
- La Tercera Guerra de Sucesión, que tuvo lugar desde 2866 hasta 3025
- La Cuarta Guerra de Sucesión, que tuvo lugar desde 3028 hasta 3030

A pesar de cientos de miles de millones de muertes, las primeras tres Guerras de Sucesión dieron como resultado pocos cambios en el mapa después de que la Primera Guerra de Sucesión dividiera la Hegemonía Terráquea entre los cinco Estados Sucesores.
La breve Cuarta Guerra de Sucesión trajo un cambio dramático cuando la Mancomunidad de la Lira y la Federación de Soles, respectivamente la mayor economía y el mayor ejército, en lados opuestos del mapa de la Esfera Interior, se unieron mediante matrimonio y ganaron territorio a expensas de los otros Estados Sucesores. Varias naciones menores aparecieron en la Esfera Interior durante o poco después de la Cuarta Guerra de Sucesión, a expensas del Condominio Draconis, la Liga de Mundos Libres y la Confederación de Capela. 
- La República Libre de Tikonov, 3028-3031 tras independizarse de la Confederación de Capela apoyada por la Federación de Soles, se integró en la Mancomunidad de Lira
- El Pacto de St. Ives, 3029-3063, se  independizó de la Confederación de Capela tras la Cuarta Guerra de Sucesión; fue reabsorbida en 3062.
- La República Libre de Rasalhague creada en 3034 como parte de un trato entre el Condominio Draconis y la Mancomunidad de Lira. Rivalizaba en tamaño con la Confederación de Capela, pero hacia 3052 había sido casi completamente conquistada por los Clanes. En la década de 3070, la mayor parte de ella fue incorporada dentro del Ghost Bear Dominion (Dominio del Oso Fantasmal), el cual se conocía como Dominio de Rasalhague hacia 3130.
- El Ducado de Andurien, 3030-3040, se  independizó de la Liga de los Mundos se  independizó y fue posteriormente reincorporada.

El equilibrio político de la Esfera Interior cambió fundamentalmente cuando los descendientes de la Fuerza de Defensa de la Liga Estelar, los Clanes, regresaron para conquistar la Esfera Interior y restaurar la Liga Estelar. La Invasión de los Clanes (3049-3052) casi destruyó la República Libre de Rasalhague, mientras que la mitad lirana de la Mancomunidad Federada y el Condomino Draconis perdieron gran cantidad de sistemas. Aunque la invasión del Clan se detuvo después tras la Batalla de Tukayyid, los Clanes Invasores se habían afianzado dentro de la Esfera Interior, además de que los clanes que invadieron la Esfera Interior, fueron expulsados de los planetas natales de los clanes por los clanes que no participaron en la invasión. Como habitantes de la Esfera Interior, las políticas y prácticas de los Clanes tendieron a cambiar, lo que se reflejó tanto un aumento en la riqueza (los mundos de origen del Clan se consideran marginalmente hospitalarios en comparación con los mundos de la Esfera Interior) y la necesidad de interactuar con sus nuevos vecinos.

#### Periferia
En el universo ficticio de Battletech, la Periferia se refiere a la región del espacio que rodea la Esfera Interior. La frontera entre "la Periferia" y la "Esfera Interior" está generalmente a 450 - 550 años luz de Terra. La Periferia está rodeada por la Periferia Profunda, aunque las fronteras de esta región del espacio son más nebulosas. La Periferia está plagada de pequeñas colonias y un puñado de naciones interestelares, legítimas o no.
Aunque algunas colonias de la Periferia son anteriores a la Liga estelar, esta región del espacio ha permanecido escasamente poblada y ferozmente independiente. Los mundos dentro de la Periferia tienden a carecer de las comodidades disponibles dentro de la Esfera Interior, incluida la comunicación más rápida que la luz. Sin embargo, la Periferia no carece de civilización y cultura. El comercio interestelar es común y, a lo largo de los siglos, han surgido un puñado de reinos de la Periferia fuertes. Siempre inquietos y rebeldes, los estados más grandes de la Periferia fueron subyugados por las Fuerzas de Defensa de la Liga Estelar en la Guerra de la Reunificación. Además, la Guerra Civil Amaris tras el golpe de Estado de Stefan Amaris contra la casa Cámeron concluyó con la destrucción del reino más grande de la Periferia, la Colección de Mundos de Rim, y una desprecio hacia la Periferia en general. Aunque en gran parte se salvó de los horrores de las Guerras de Sucesión, el desarrollo de perditectia (término que define a los avances tecnológicos perdidos durante las prolongadas guerras) dentro de la Periferia ha estado relativamente estancado.  
Las naciones más grandes (Alianza de Mundos Exteriores, Concordato de Tauro y  Magistratura de Canopus) son más antiguas que la propia Liga Estelar y equiparables en tamaño a los Estados Sucesores, aunque muy inferiores económica y militarmente. Las naciones de tamaño más moderado, como la Hegemonía Mariana o la Coalición Aurigan. Por último, estarían los pequeños estados independientes y los Reinos Piratas también están situadas cerca de la Esfera Interior. Aparte, en la Periferia hay incontables pequeñas naciones independientes, muchas consistentes en un único sistema solar, que raramente juegan un papel relevante en la política de la Esfera Interior.
El espacio más allá de la Periferia se conoce como la Periferia Profunda; apenas está cartografiado y es refugio habitual de piratas, hogar de algunos proto-estados y de algunas colonias perdidas de la Liga Estelar, así como el lugar donde se encuentran los planetas natales de los Clanes.

#### Unidades mercenarias
En la Esfera Interior hay muchas compañías militares privadas. Algunas de ellas son bastante poderosas y sus acciones han influido en la historia del universo conocido. Entre los grupos mercenarios más famosos se encuentran los Dragones de Wolf, la Caballería Ligera de Eridani, los Demonios de Kell, los Montañeses de Northwind, la Legión de la Muerte Gris y la Caballería Blindada de McCarron.

#### Los Clanes
Tras la caída de la Liga Estelar, las Fuerzas de Defensa de la Liga Estelar se autoexiliaron para no verse envueltas en las guerras de poder que se estaban desencadenando. Viajaron hasta la Periferia Profunda, donde llegaron a un grupo de cinco planetas, que llamaron el Pentágono y, posteriormente, a una región que denominaron el Núcleo Estelar Kerensky, un grupo de estrellas a unos mil años luz de la Esfera Interior, oculto de esta tras la nebulosa de Caliban.
Tras una guerra civil en la que casi se aniquilaron, Nicholas Kerensky y 800 guerreros leales reformaron su sociedad en otra dividida en castas divididos en 20 clanes nombrado cada uno de ellos con el nombre de un animal de los planetas natales de los clanes; la casta dirigente de cada clan era la de los guerreros y todo en su civilización giraba en torno a la guerra. Utilizaron la manipulación genética y los nacimientos artificiales con el objetivo de convertirse en los mejores soldados posibles.
En 3049, los cuatro clanes más poderosos volvieron a la Esfera Interior para reconquistarla. Un año después se les unirían otros tres clanes más, en su carrera imparable de conquistas.
En 3067, de los veinte clanes originales, tres habían sido absorbidos, dos aniquilados, uno fragmentado y otro, abjurado. 
Pocos años después, tras una serie de conflictos la situación había cambiado dramáticamente; 
- Los seis clanes sobrevivientes que habían participado en la invasión de una manera o que los habían apoyado, habían sido abjurados de los planetas natales de los clanes:
  - Clan del Lobo (la facción "Cruzada")
  - Clan Halcón de Jade
  - Clan Oso Fantasmal
  - Clan Caballo del Infierno
  - Clan Cuervo de Nieve
  - Clan Tiburón de Diamante (renombrado Clan Zorro Marino, al retomar su nombre original)

- En los planetas natales de los clanes, quedaron cuatro clanes, uno de ellos de nueva creación, con los restos del clan de los caballos del Infierno que quedó en es espacio de los clanes. Tas las guerras de saqueo cortaron comunicaciones con el resto de los clanes y con la esfera interior
  - Clan Cobra Nebulosa
  - Clan Coyote
  - Clan Víbora estelar
  - Clan  León de Piedra

- Dos clanes habían sido abjurados:
  - Clan Escorpión Goliath que tras conquistar tres pequeños estados de la periferia profunda fundó el Imperio del Escorpión.
  - Clan del Lobo (la facción "Guardián").

- Dos clanes habían sido abjurados por otros clanes:
  - Clan Widowmaker por el Clan del Lobo
  - Clan Mangosta por el clan Jaguar de Humo

- Los ocho clanes restantes habían dejado de existir de una manera u otra:
  - Clan Wolverine, también llamado Clan sin nombre, fue aniquilado por los propios clanes tras destruir con armas nucleares un depósito genético
  - Clan Jaguar de Humo, fue aniquilado por las fuerzas multinacionales de la Esfera interior en una renacida y efímera nueva liga estelar
  - Clan Burrock, inicialmente absorbido, fue aniquilado tras intentar volver a fundarse.
  - Clan Víboras de Acero, lanzaron las llamadas guerras de saqueo contra los clanes invasores, que acabaron volviéndose en su contra y acabaron exterminados
  - Clan Espíritus de Sangre, debido a su aislacionismo dentro de los propios clanes, acabó consumido por los conflictos con las víboras estelares.
  - Clan Helión de Hielo, tras debilitarse en distintos ataques contra otros clanes acabaron siendo un clan no viable, varias de sus líneas de sangre fueron absorbidas por otros clanes
  - Clan Mandril de Fuego, debido a ser un "clan de clanes", profundamente dividido, acabó extinguido
  - Clan  Gato Nova, fue originalmente abjurado, y se estableció en la Esfera Interior en el condominio Draconis. fueron eliminados por el Condominio al apoyar a un candidato rival al trono.

## Ediciones en español
La primera edición en español de la caja básica de BattleTech fue traducida y publicada en 1990 por la hoy en día desaparecida editorial barcelonesa Diseños Orbitales. En los tres años que siguieron Diseños Orbitales publicó varios de los suplementos de la serie así como el juego de rol MechWarrior. En 1993 FASA retiró el usufructo de la licencia a Diseños Orbitales para cedérselo a Ediciones Zinco (editorial también hoy en día desaparecida), que editó su propia caja básica de BattleTech, su propia línea de traducciones de suplementos y su propia edición de MechWarrior.
- Diseños Orbitales
  - BattleTech, un juego de guerra mecanizada: caja básica del juego, con dos tableros plegables y figuras troqueladas de cartón sobre peanas de plástico (ref. 1000)
  - La Zarpa del Zorro: escenario de juego (ref. 1001, ISBN 84-87423-51-2)
  - CityTech: caja conteniendo tableros y representaciones en cartón de edificios y vehículos (ref. 1002)
  - Las Crónicas de la Compañía Viuda Negra: escenario de juego (ref. 1003, ISBN 84-87423-53-6)
  - AeroTech: caja con tableros y manual de reglas para representar combates aéreos y espaciales (ref. 1005)
  - BattleTech: Refuerzos: fichas de mechs listas para jugar (ref. 1006)
  - BattleTech: Manual de Referencia Técnica 3025: suplemento de reglas (ref. 1007, ISBN 84-87423-56-7)
  - Los Demonios de Kell: escenario de juego (ref. 1010)
  - BattleTech: Planos de Construccion: escenario de ambientación, incluyendo planos de mechs (ref. 1019, ISBN 84-87423-68-0)
  - GeoTech: tableros de juego adicionales (ref. 1020, ISBN 84-87423-61-1)
  - PlasTech: dieciséis miniaturas de plástico para jugar sobre tablero (ref. 1095)
  - MechWarrior: traducción (de 1990) de la primera edición original estadounidense (de 1986)

- Ediciones Zinco
  - BattleTech, combate de titanes en el siglo XXXI: caja básica del juego, con catorce miniaturas correspondientes a los catorce modelos Unseen[8]
  - BattleTech Compendium, las reglas de la guerra (ISBN 84-468-0314-3)
  - Desencadenado
  - BattleSpace
  - BattleTech: Manual de Referencia Técnica 3050
  - MechWarrior: traducción (de 1994) de la segunda edición original estadounidense (de 1991)